# El Diario de El Paso
El Diario de El Paso è un quotidiano statunitense di lingua spagnola diffuso nella città di El Paso, in Texas. Fu fondato nel 1976 nella città messicana di Ciudad Juárez con il nome di El Diario de Juárez. Nel 1982 si diffuse anche ad El Paso e nel 2005 acquisì il nome attuale.